# Orpheus (folyóirat)
Az Orpheus irodalmi folyóirat volt a 18. század végén. Kazinczy Ferenc egyedül szerkesztette és adta ki Kassán.Egyike volt az első magyar nyelvű irodalmi folyóiratoknak.

## Története
Miután Kazinczy Batsányi Jánossal történt nézeteltérései miatt kivált a Magyar Museum szerkesztéséből, elhatározta, hogy önálló folyóiratot indít. Címéül a szabadkőműves páholyban viselt álnevét választotta. Az Orpheus-t Széphalmy Vintze néven adta ki „a' jozan-gondolkozásnak, igazabb izlésnek
és magyar történeteknek elő-segéllésekre”. Az első szám 1789 végén jelent meg. Bevezetőjében az alapító-szerkesztő így jelölte meg legfontosabb témaköreit (mai helyesírással): 
|  | „Nékem egyik tárgyam a józan gondolkozás lesz… Második tárgyam a nyelv tökéletesítése, hová leginkább a poézis tartozik. Helyt adok én itten mindennek akár prózában, akár versben légyen… Harmadik tárgyam a magyar történetek. E nevezet alatt nem magát a historiát értem, hanem mindazt, valami a nemzetnek történeteit, karakterét, gazdagságát, kultúráját illeti, s magunkat magunkkal esmértethet.” |
|  | |

A folyóiratnak eredetileg havonta, kb. 100 lapos füzetekben kellett volna megjelennie, de 1790-ben csupán két kötete, mindegyike 4-4 füzettel jelent meg. Ezek jelentős késéssel jutottak el a kevés számú megrendelőhöz. A nyomda hanyagsága miatt a nyolcadik füzetet csak nagy késéssel kezdték szedni, teljes egészében nem is készítették el. 1792-ben Kazinczy a szerződést felmondta, folyóirata megszűnt. Később már hiába próbálkozott újraindításával.   
A megjelent füzetek szerzői között többek között Ányos Pál, Aszalai János, Batsányi János, Dayka Gábor, gróf Dessewffy József, Pálóczi Horváth Ádám, gróf Ráday Gedeon és mások neve található. Maga Kazinczy is szép számmal jelentette meg benne irodalmi ismertetéseit, fordításait. Utóbbiakhoz tartozik Jean-Jacques Rousseau utolsó nagy politikaelméleti írása, A lengyel kormány figyelmébe című esszé, amelynek egy részletét fordította le Kazinczy. A jóval később készült Pályám emlékezete című önéletrajzi művében az író megemlíti, hogy a két folyóirat: az Orpheus és a Magyar Museum hozta levelezésbe több irodalmár kortársával.

## Külső hivatkozások
- Az Orpheus összes száma
- Sajtómúzeum, Magyar Elektronikus Könyvtár Archiválva 2009. szeptember 9-i dátummal a Wayback Machine-ben
- Nagy Anikó: A magyarországi folyóiratok története: vázlatos áttekintés a XIX. század végéig MOKK konferenciaelőadás, 2005. április 5.